# بلوط (شراب‌سازی)

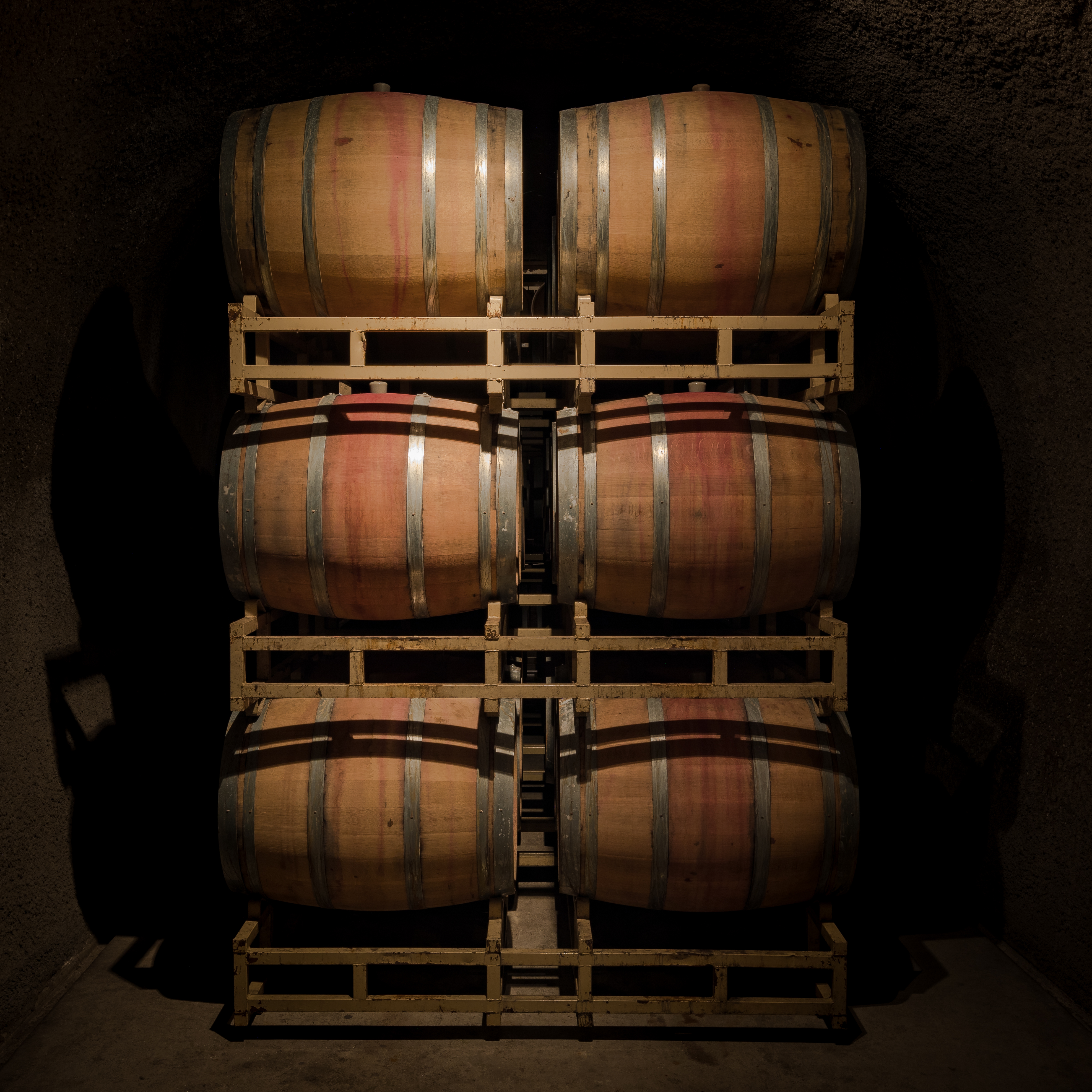
نگاره‌ای از بشکه‌های شراب از جنس چوب درخت بلوط در غار شراب (en) متعلق یه شراب‌سازی تپهٔ روثرفورد واقع در تاکستان و منطقه شراب‌سازی ناپا ولی. لکه‌های قرمزی که بر روی بخش‌هایی از شکم بشکه‌های شراب دیده می‌شوند، حاکی از باقی‌ماندهٔ شراب قرمز درون بشکه است. چوب بشکه شراب بر مزه و کیفیت شراب تاثیر می‌گذارد.

از چوب درخت بلوط در فرایند شراب‌گیری بسیار استفاده می‌شود. یکی از مشخصات شرابِ باکیفیت مدت زمانی است که برای جاافتادگی شراب صرف شده‌است. دلیل استفادهٔ عمدهٔ شراب‌سازان از این چوب تاثیر مثبت آن بر روی رنگ، طعم، مشخصات تانن و بافت شراب است. بشکه‌های ساخته‌شده از چوب درخت بلوط می‌توانند در مرحلهٔ تبخیر سطحی و با کم‌کردن میزان تماس اکسیژن، کیفیت شراب انداخته‌شده را بالا ببرند.

## تاثیر در کیفیت شراب
یکی از مشخصات شراب با کیفیت، مدت زمانی است که برای جا افتادنش صرف شده‌است. به عنوان نمونه واژهٔ «رزرو» بر روی بطری‌های شراب به معنی آن است که شراب مدتی را در بشکه‌های چوبی و بعد در بطری گذرانده تا حسابی جاافتاده شود.